# Debian GNU/kFreeBSD
Debian GNU/kFreeBSD是Debian操作系统的一个分支，它使用FreeBSD的内核，但是使用Linux常用的Glibc。该计划已有正式版本。

## 停止開發
2023年5月29日，Debian系统管理员兼开发者Aurélien Jarno宣布，因其开发进度延宕将近一年以上，且软件库未有大型更新，仅剩余11人维护，缺乏志愿者提交更新与维护软体，故结束一切有关Debian GNU/kFreeBSD的分支开发工作；同时将kfreebsd-amd64与kfreebsd-i386从debian-ports页面上下架并更改为死亡状态。